# Jupiaba essequibensis
Jupiaba essequibensis är en fiskart som först beskrevs av Eigenmann, 1909.  Jupiaba essequibensis ingår i släktet Jupiaba och familjen Characidae. Inga underarter finns listade i Catalogue of Life.